# Светски дан пчела
Светски дан пчела обележава се 20. маја у свету као дан посвећен пчеларству и пчелама. Његово обележавање је  почело 2018. године на иницијативу Словеније.

## Историја
Светски дан пчела се обележава 20. маја од 2018. године. Иницијатива за успостављање овог дана је Словенија. Србија је подржала ову иницијативу јер је пчеларство слично као у Словенији. Пчеларство је на веома високом нивоу у ове две земље и представљају важну пољопривредну грану.
Генерална скупштина УН је на предлог Словеначког пчеларског савеза прогласила овај дан за Светски дан пчела 20. децембра 2017. године. Највећи развој пчела на северној полулопти је у мају месецу. А и на тај дан се родио Антон Јанша, зачетник и учитељ модерног пчеларства у 18. веку. Царица Марија Терезија га је именовала за дворског пчелара и за првог царског инструктора у монархији.

## Значај пчела
Пчела је најзначајнији опрашивач. Овај инсект нам обезбеђује храну и доприноси очувању животне средине. Храна коју обезбеђују је мед, матични млеч, цветни прах.

### Опстанак пчела
Пчеле су у различитим регионима угрожене због утицаја човека на животну средину. Према последњем извештају Светског савеза за очување природе наводи се да је 10% пчела угрожено и да им прети изумирање. Глави узроци су различите болести, вирусне заразе и компликације са матицама. Такође долази до смањења паше за пчеле због интензивније технологије прераде травњака. Један од узрочника смртности пчела је и масовна употреба производа за заштиту биља у савременој пољопривреди, као и ширењу различитих штеточина захваљујући укупној глобализацији. 
Пчеле зависе од чисте воде, ваздуха и животне средине. Зато и све земље морају да се укључе у овај проблем и  заштите пчеле и очувају пчеларство као грану пољопривреде.

### Занимљивости
- Пчеле производе мед већ 150 милиона година и оне су једини инсекти који производе храну коју могу да конзумирају људи.[1][5]
- Једна колонија пчела може да има од 20.000 до 80.000 пчела и само једну матицу краљицу.[1]
- Животни век матице је до 5 година (ређе до 7 година). Једина је пчела која полаже јаја и дневно може да положи до 2.500 јаја.[1]